# Jesús Moncada
Jesús Moncada Estruga (Mequinenza, 1 de diciembre de 1941-Barcelona, 13 de junio de 2005) fue un escritor español en lengua catalana.
Considerado uno de los autores en catalán más importantes de su época, recibió varios premios por su obra, entre otros el Premio Ciudad de Barcelona o el Premio Nacional de la Crítica en 1989 por Camí de sirga (Camino de sirga) o la Creu de Sant Jordi, otorgada por la Generalidad de Cataluña en el año 2001. En el 2004 recibió el Premio de las Letras Aragonesas que recogió unos meses antes de su muerte.
Jesús Moncada es uno de los autores más traducidos de la literatura en catalán contemporánea. Camí de sirga ha sido traducido a quince idiomas, entre ellos el japonés y el vietnamita. Moncada también tradujo al catalán numerosas obras en español, francés e inglés, de autores como Guillaume Apollinaire, Alejandro Dumas, Jules Verne y Boris Vian. 

## Vida

### Infancia y juventud en Mequinenza
Jesús Moncada nació el 1 de diciembre de 1941 en la antigua Mequinenza, una localidad situada junto a la confluencia de las aguas los ríos Ebro, Segre y Cinca perteneciente a la comarca del Bajo Cinca, en la provincia de Zaragoza. Fue el hijo primogénito del matrimonio formado por José Moncada y María Estruga. Vivía en una casa situada en la esquina de la calle de Zaragoza con el callejón de San Francisco, de la que todavía se pueden ver sus ruinas. Los padres tenían una tienda y el padre, además, junto con unos socios, era propietario de un molino de aceite. En la tienda, de boca de clientes y transportistas, empezó a oír de niño historias sobre el río y el pueblo, anécdotas que le divertían, al tiempo que le despertaban la imaginación, como lo harían más tarde las que se contaban en las tertulias de los cafés.

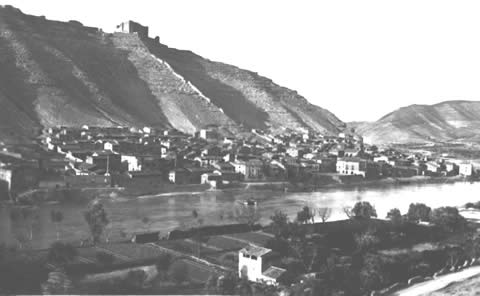
Pueblo Viejo de Mequinenza.

Tenía al alcance una buena biblioteca familiar y sintió, desde muy pequeño, una gran afición por la lectura, la escritura y el dibujo. Moncada siempre recordó la infancia como una época muy feliz que transcurrió enmarcada en un espacio formado por las minas de la cuenca de Mequinenza, el castillo y los ríos, especialmente del Ebro, el eje de toda la vida económica de los aldeanos y al mismo tiempo, un mundo casi mágico para a las criaturas donde el pequeño Moncada iba con los amigos a pescar, a nadar y a navegar. Y, de hecho, la fascinación que sintió por el mundo del río se evidenció a lo largo de sus libros. No es de extrañar, pues, que años después, al ver amenazada la pervivencia de este mundo por las construcciones de los embalses de Mequinenza y Ribarroja que debían dejar una parte de la población sumergida, comenzara a recoger información mediante largas conversaciones con calafates y navegantes; material que, posteriormente, le resultaría muy útil para los libros, tanto a la hora de servirse del léxico propio del río, como en el momento de caracterizar los personajes que aparecen.

### Zaragoza y retorno a Mequinenza

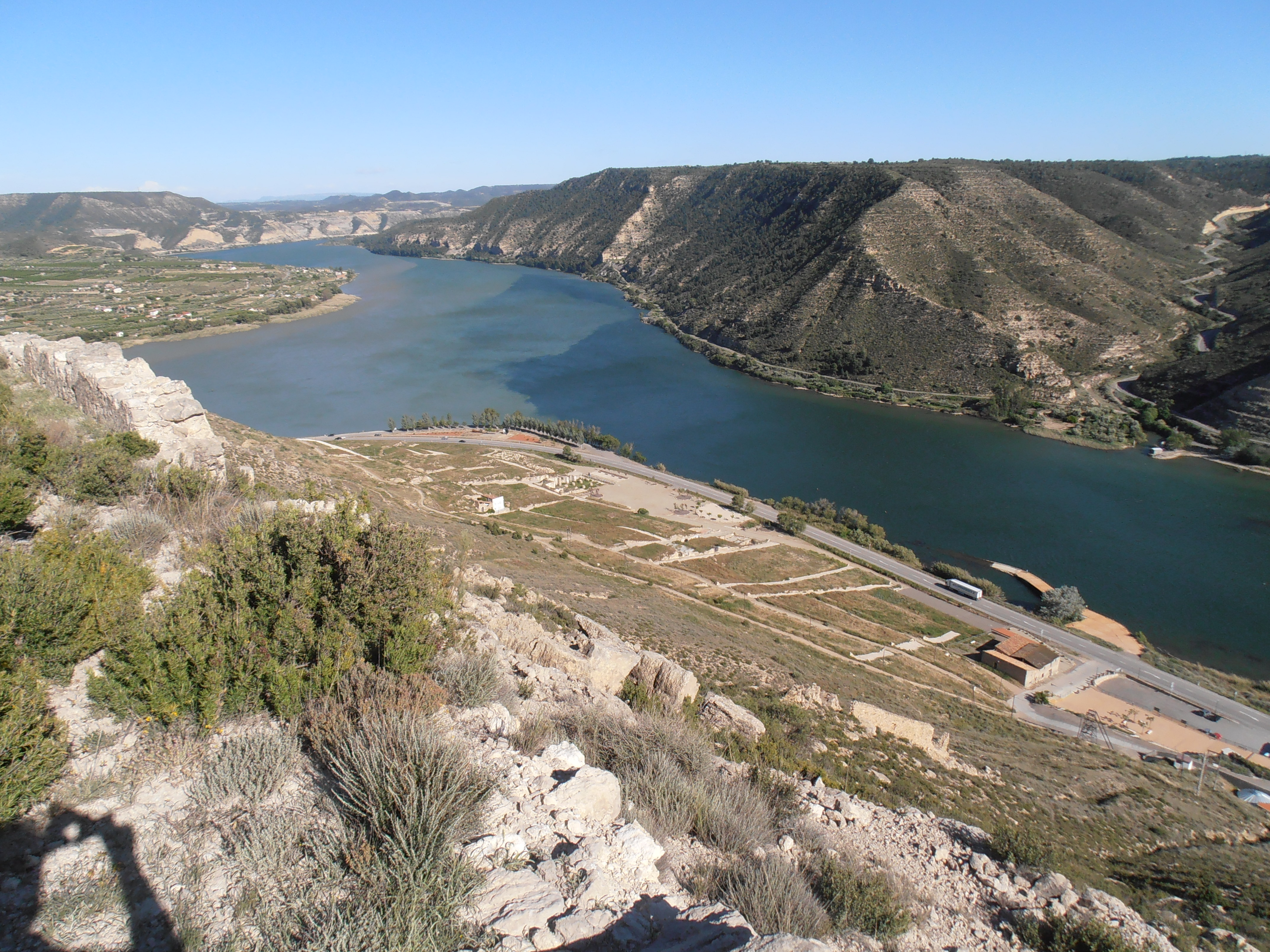
Vista actual del Pueblo Viejo de Mequinenza y la confluencia del Aiguabarreig desde el Castillo de Mequinenza.

En el momento en que ya no pudo continuar preparándose en Mequinenza, los padres optaron por un internado laico de Zaragoza, ya que en Lérida sólo los había religiosos. El colegio elegido fue el centro Santo Tomás de Aquino, fundado por el padre del diputado y cantante José Antonio Labordeta y del poeta Miguel Labordeta; un centro de carácter liberal en el que un Moncada adolescente recibió su primer premio literario: el libro Memorias de infancia y juventud de Ramón y Cajal, por la recreación de una leyenda mequinenzana. En Zaragoza, donde estudió entre los años 1953 y 1958, terminó el bachillerato elemental y mientras hacía el bachillerato superior estudió Magisterio.
Una vez terminada la carrera de Magisterio, con Premio Extraordinario, solicitó una plaza de maestro interino en Mequinenza, pero se la denegaron porque todavía no había cumplido dieciocho años. Pudo empezar a trabajar como ayudante de maestro, ya que la plaza había quedado desierta. Más tarde, a pesar de haber ganado las oposiciones, renunció a la plaza que le tocaba en un pequeño pueblo y prefirió ejercer un par de meses en un centro de Zaragoza hasta que tuvo que hacer el servicio militar. Finalizado el servicio militar, volvió a Mequinenza consciente, sin embargo, que lo que a él realmente le gustaba era pintar y escribir.

### Traslado a Barcelona
Siguiendo los consejos de Edmon Vallès, historiador, ensayista y traductor mequinenzano, Moncada se trasladó a Barcelona en septiembre de 1966 con la intención de dedicarse plenamente a la pintura y la literatura. Los inicios, sin embargo, no fueron nada fáciles para el proyecto editorial en el que Edmon Vallès confiaba encontrar un puesto de trabajo no salió adelante y Moncada se encontró sin trabajo, lejos de la familia y en un lugar que le resultaba del todo ajeno. Pasó el primer año en la Ciudad Condal trabajando en el taller de un pintor mequinenzano, Santiago Estruga. Dividían la jornada en dos partes, dedicaban la mañana a hacer pintura comercial para ganarse la vida ─cuadros para colgar sobre el tresillo, recordaba él riendo─ y la tarde en el tipo de pintura que les gustaba. Cuando acababan, aún le quedaba tiempo y ganas para ir a estudiar grabado en la Escuela de Artes del Libro.
Un año más tarde gracias al mequinenzano Edmon Vallés, tuvo la oportunidad de entrar en la editorial Montaner y Simón donde buscaban alguien que se encargara de revisar la traducción de una enciclopedia juvenil de Mondadori. Le contrató Pere Calders, que hacía poco que había retornado del exilio en México y trabajaba como jefe del departamento de producción. Moncada, que aún no había escrito nada desde que se había instalado en Barcelona, escribió lo que sería su primer cuento en lengua catalana: "Joc de Caps". A Pere Calders le gustó mucho aquel primer cuento y animó a continuar escribiendo y continuar incorporando a las narraciones formas genuinas del habla de Mequinenza. Durante mucho tiempo, al terminar el horario laboral, se quedaban los dos a la editorial a escribir o se iban juntos al Ateneu Barcelonés. Comentaban lo que escribían y Calders, en aquellos primeros tanteos con el catalán, le ayudaba en el aprendizaje de la ortografía.
Fue presentándose a premios literarios a fin de dar a conocer las narraciones y conseguir que alguna editorial se interesara por editarlas. Con "La lluna, la pruna" ganó el Premio Brugués (1970), con la recopilación "Historias de la mano izquierda" el premio Joan Santamaria (1971), con "Crónica del último ron" el segundo premio de la Crida de la revista Serra d'Or (1971) y con "Narraciones del Ebro" el Premio Jaume March (1980). El primer texto que le publicaron fue "Crónica del último ron", que salió en la revista Serra d'Or de marzo de 1971, narración donde ya se pueden observar algunas de las claves del mundo literario Moncada.

### Madurez

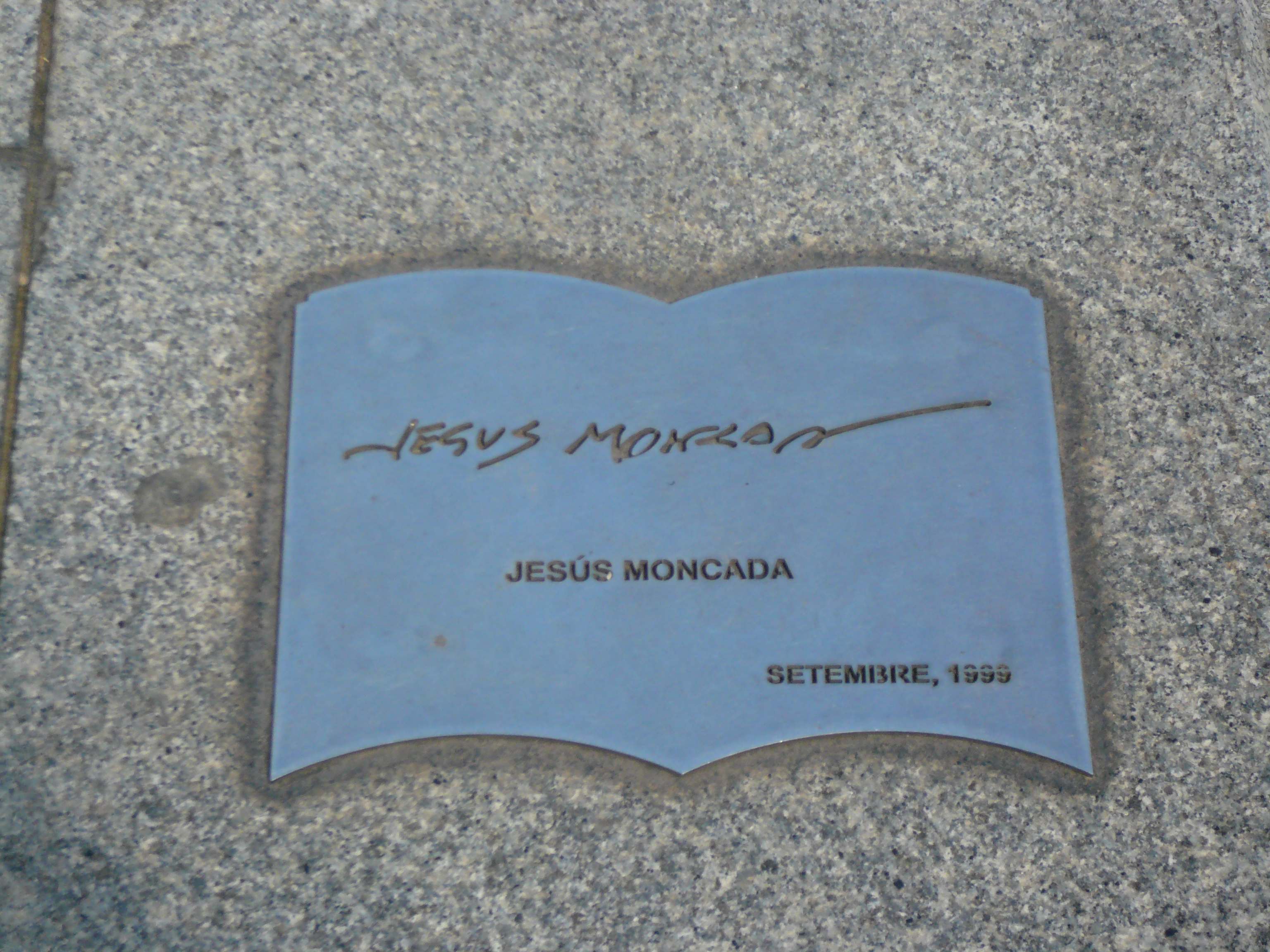
Placa con la firma de Jesús Moncada en el Monumento al libro de Barcelona.

Poco a poco, sin embargo, fue dándose cuenta de que dada su manera de trabajar lenta y meticulosa no podía continuar dedicándose simultáneamente a la pintura y a literatura una vez acabada la jornada laboral. Finalmente, animado por los premios literarios y la publicación en Ediciones de la Magrana de su primer libro "Historias de la mano izquierda y otras narraciones" ─que reunía diecisiete narraciones─, se decantó por dejar de lado la obra plástica y dedicar las horas que el trabajo le dejaba libres a escribir. Esto le permitió publicar cuatro años más tarde el segundo libro de cuentos: "El Café de la Rana".
Siempre recordó el paso por la editorial Montaner y Simón como una etapa muy enriquecedora tanto para la gente que trabajaba: Pere Calders y Josep Soler, como por la gente que los iba a ver: Avel·lí Artís Gener "Tísner", Félix Cucurull, Xavier Benguerel, el escultor Giménez Botey... y las anécdotas que vivió. Y, de hecho, cuando enfermó estaba trabajando en una novela que llevaba el título provisional de "Dante S.L.", donde pensaba recrear el ambiente vivido durante aquellos años. La novela quedó inacabada, ya que le diagnosticaron un cáncer de pulmón en otoño de 2004 y murió en una clínica de Barcelona el 13 de junio de 2005. A petición del autor, sus cenizas fueron llevadas a Mequinenza y fueron dipositadas en el solar que había ocupado su casa en el Pueblo Viejo de Mequinenza. El 9 de julio se le concedió a título póstumo la distinción de "hijo predilecto" de Mequinenza.

## Obra

### Obra literaria

#### Novelas
- Camí de sirga (Camino de sirga) (1988)
- La galeria de les estàtues (La galería de les estatuas) (1992)
- Estremida memòria (Memoria estremecida) (1997)

##### Relatos cortos
- Històries de la mà esquerra i altres narracions (Historias de la mano izquierda) (1981)
- El cafè de la granota (El café de la rana) (1985)
- Calaveres atònites (Calaveras atónitas) (1999)
- Riada (2000)
- Contes (recopilación de sus tres primeros libros de relatos) (2001)
- Cabòries estivals i altres proses volanderes (2003)

#### Traducciones
- Llorenç, de Joan Cortada, Barcelona: Curial, 1987.
- Les proeses d’un jove Don Joan, de Guillaume Apollinaire, Barcelona: La Magrana, 1988.
- Memòries d’una cantant alemanya, de W. Schroeder-Devrient, Barcelona: La Magrana, 1988.
- La senyoreta de Mustelle i les seves amigues, de P. Du Bourdel, Barcelona: La Magrana, 1988.
- Retaule dels costums del temps, de Claude Crébillon, Barcelona: La Magrana, 1989.
- Feixugues, lentes, de André Hardellet, Barcelona: La Magrana, 1989.
- Carrer de l’estació, 120, de Léo Malet, Barcelona: La Magrana, 1991.
- Sor Monika, de E.T.A. Hoffmann, Barcelona: La Magrana, 1992.
- Confessió de la senyoreta Safo, de Pidansat de Mairobert, Barcelona: La Magrana, 1992.
- Tots els morts tenen la mateixa pell, de Boris Vian, Barcelona: La Magrana, 1993.
- Educació secreta, obra anónima, Barcelona: La Magrana, 1993.
- Mort als lletjos, de Boris Vian, Barcelona: La Magrana, 1994.
- L’Escola de les amants, de Duponchel-Hankey, Barcelona: La Magrana, 1994.
- Confidència africana, de Roger Martin du Gard, Barcelona: La Magrana, 1995.
- Una Dama victoriana, obra anònima, Barcelona: La Magrana, 1995.
- Disbauxes, de Donville, Barcelona: La Magrana, 1996.
- Els fills del Capità Grant, de Jules Verne, Barcelona: La Magrana, 1996.
- Memòries d’una puça, de Hippolyte de Saint Amour, Barcelona: La Magrana, 1997.
- Les paraules de Lila, de Chimo, Barcelona: La Magrana, 1997.
- El fiacre, de Osman Walter, Barcelona: La Magrana, 1998.
- La volta al món en vuitanta dies, de Jules Verne, Barcelona: La Magrana, 2000.
- L’illa misteriosa, de Jules Verne, Barcelona: La Magrana, 2001.
- El comte de Montecristo, de Alexandre Dumas, Barcelona: La Magrana, 2002.

### Obra pictórica
Las primeras exposiciones de obra plástica las llevó a cabo en Mequinenza durante los años 1966 y 1970. La década siguiente, participó en exposiciones individuales y colectivas en diferentes poblaciones de Cataluña: L'Abast en Mataró (1977 y 1978), las Escuelas Unesco de Barcelona (1977), en la Botiga de Coses de Vilasar de Mar (1979) y en la Caja de Ahorros Laietana de Arenys de Mar (1980). Gran parte de sus lectores no descubrieron su faceta pictórica hasta el fallecimiento del escritor fruto de las exposiciones realizadas en Mequinenza (2005), Tarragona (2005), Lérida (2006, 2009), Barbastro (2007) y Calatayud (2007). Actualmente, gran parte de su obra pictórica puede verse instalada en el Museo de la Historia de Mequinenza, en los Museos de Mequinenza que cuentan con un espacio dedicado a Moncada. 

### Obra fotográfica
En 2014, el Museu Etnològic de Barcelona en colaboración con el Ayuntamiento de Mequinenza produjeron la exposición Mequinensa! Fotografies de Jesús Moncada. La exposición permitía recorrer las fotografías de Jesús Moncada realizadas por él mismo en el Pueblo Viejo de Mequinenza antes de desaparecer bajo las aguas del pantano de Ribarroja a principios de los años 70 combinadas con diversos textos de sus obras literarias.

### Comentarios sobre su obra literaria
Jesús Moncada, lento y meticuloso a la hora de elaborar su escritura, optó, en un momento determinado, por dejar de lado la pintura y dedicarse de lleno a la redacción de sus obras y terminar los encargos y traducciones para a diferentes editoriales. Si bien Moncada es autor de una obra breve -tres libros de relatos, tres novelas y una recopilación de artículos- su literatura ha generado un gran interés, aparte de entre un número importante de lectores, entre estudiosos y traductores. En cuanto a los estudios en torno a su obra, destacan varios monográficos en revistas, guías de lectura, tesis doctorales, reseñas, artículos generales y especializados que abarcan, además del análisis de las novelas las y los cuentos, aspectos como la onomástica, el léxico, la fraseología, el uso de la lengua, el mito o la sátira.

La prosa moncadiana es muy rica en expresiones idiomáticas especialmente en locuciones y frases hechas. Los fraseologismos y giros específicos del hablar de Mequinenza aparecen con función narrativa, ya que muchas veces sustentan el humor y la ironía de Jesús Moncada. Además, la presencia del territorio (a través de topónimos y elementos característicos de la topografía y del clima de Mequinenza), el léxico y la fraseología y las referencias a los trabajos de los llauters y de los mineros con expresiones características son piezas clave del elaborado estilo de Jesús Moncada. Por otra parte, la obra moncadiana ha sido traducida a veintiún una lenguas. Sobresale la traducción al castellano de todos los volúmenes de ficción, pero también hay que tener en cuenta las traducciones al aragonés y al gallego de Camino de sirga -el título traducido además idiomas- y el interés porque Moncada pudiera ser leído en lenguas tan alejadas como el japonés o el vietnamita.
"Una riada despiadada lleva todo lo que antes nos había pertenecido. Esto ocurre cada día, a cada momento y en todo el mundo. Jesús Moncada es el llauter que ha bajado a la orilla, que con la ayuda de una cuerda gruesa ligada arriba del árbol arrastra tras de sí el barco de su vida. Transporta mucha carga, su llaut; la carga de la memoria que él arrastra consigo no es nada ligera. Pero el escritor continúa terco el camino y, al final, al igual que el mulo Trébol, llega a la ciudad que tal vez ya no se encuentra en ningún mapa, pero que existe en la memoria."
Simona Škrabec, traductora al esloveno de "Camino de Sirga"
"Traduciendo en Moncada descubriendo un enorme candidato al Premio Nobel"
Kjell A. Johansson, traductor al sueco de "Camino de sirga"
"También porque como Faulkner o el García Márquez de Cien años de soledad, autores con los que se le ha comparado, consigue hacer general y universal lo concreto. Moncada ha hecho de su obra busca de la antigua Mequinenza, sepultada bajo las aguas del pantano, y la vida en torno al río, pero también destaca la fuerza del pueblo, de su gente, un mundo cada vez más cercano a Eldorado, en el mito. "
Lluïsa Julià, escritora catalana
"El catalán de Moncada es un catalán auténtico; no sigue normas. A él no le ha hecho ninguna falta la normalización de la lengua, porque habla desde la profundidad y autenticidad de la lengua y eso es de una inteligencia literaria impresionante . (...) "la calidad y la intensidad de la obra no viene dada sólo por las cosas que explica y por el mundo que construye en torno a su propio país y su propia historia, sino sobre todo por el cuidado que tiene del lenguaje "
Rosa Regàs, escritora catalana

## Traducciones de la obra literaria de Jesús Moncada

### Alemán
- “Dringliche Besprechung” [“Debat d’urgència”], Wespennest, 101 (La periferia – Literatur aus Spanien), Wien, 1995, p. 70-74. Traducción de Georg Picher.
- Die Versinkende Stadt [Camí de sirga], Frankfurt am Main: S. Fischer, 1995. Traducción de Willi Zurbrüggen.
- Die Galerie der Statuen [La galeria de les estàtues], Frankfurt am Main: S. Fischer, 1997. Traducción de Willi Zurbrüggen.
- “Fußball am Fluß” [“Futbol de Ribera”], Friedlein R., Richter B. (ed.) dins Die Spezialität des Hauses. Neue katalanische Literatur, Múnich: Babel-Verlag, 1998, p. 16-22. Traducción de Roger Friedlein.

### Inglés
- “Dead man’s revenge” y “A barrel of soft soap” [“Revenja per a un difunt” y “Un barril de sabó moll”], Catalan Writing, 10, Barcelona: Institució de les Lletres Catalanes, 1993, p. 64-71. Traducción de Patricia Mathews.
- The Towpath [Camí de sirga], London: Harvill/HarperCollins, 1994. Traducción de Judith Willis.
- “Old sheet music” [“D’uns vells papers de música”] dentro de Crameni, Kathryn (cood.), Jesús Moncada. Where the rivers meet, Nottingham: Five Leaves Publications & Anglo-Catalan Society, 2011, p. 94-104. Traducción de Judith Willis.
- “Extract from Estremida Memòria” [Estremida memòria, dentro de Crameni, Kathryn (cood.), Jesús Moncada. Where the rivers meet, Nottingham: Five Leaves Publications & Anglo-Catalan Society, 2011, p. 134-146. Traducción de Kathryn Crameni.

### Aragonés
- Camín de sirga, Zaragoza: Gara d’Edizions, 2003. Traducción de Chusé Aragüés.
- Barucas estibals y atrás prosas volanderas; Zaragoza: Gara d’Edizions, 2010. Traducción de Pascual Miguel Ballestín.

### Español
- Camino de sirga, Barcelona: Anagrama, 1989; i Zaragoza: Heraldo de Aragón, 2010. Traducción de Joaquín Jordá.
- El Café de la Rana [El Cafè de la Granota], Zaragoza: Gobierno de Aragón, 1993.Traducción de Celina Alegre.
- La galería de las estatuas. Barcelona: Anagrama, 1993. Traducción de Celina Alegre.
- Historias de la mano izquierda, Zaragoza: Xordica Editorial, 1996. Traducción de Chusé Raúl Usón.
- El Café de la Rana [El Cafè de la Granota], Zaragoza: Xordica Editorial, 1997. Traducción de Chusé Raúl Usón.
- El ojo izquierdo de Tomàs d’Atura y otros cuentos [selección de cuentos procedentes de Ceilina Alegre y Chusé Raúl Usón], Madrid: Alianza Editorial, 1997.
- Memoria estremecida. Barcelona: Anagrama, 1999. Traducción de José Farreras.
- Riada, Barcelona: Llagut, 2000. Traducción de Alberto Clavería Ibáñez.
- “El origen de las especies”, Dés, Mihály (Selección) dentro de Mar y montaña. Antología de cuentos catalanes contemporáneos, Barcelona: Lateral ediciones, 2001, p. 99-106. Traducción de Jordi Carrión. Incluido también en Lateral. Revista de Cultura. Antología de cuentos catalanes contemporáneos (Suplemento especial), 76 (Barcelona, abril de 2001), p. 23-25.
- “El origen de las especies”, GRANTA en español, 4 (Barcelona, invierno/primavera de 2005), p. 51-58. Traducción de Julio Hurtado.
- Calaveras atónitas, Zaragoza: Xordica Editorial, 2005. Traducción de Chusé Raúl Usón.
- Cierzo y bochorno [c“Fútbol de ribera”, “El ojo izquierdo de Tomàs d’Atura” y el epílogo de Camí de sirga a partir de las precendentes traducciones de Joaquím Jordà, Chusé Aragüés y Raul Usón al castellano; de Chusé Aragüés al aragonés y la traducción al castellano de Agustín Larrñaga de la narración "Un grabado del siglo XVII"], Zaragoza: Gobierno de Aragón, 2005.
- “Un grabado del siglo XVIII”, dentro de Con ojos ajenos. Aragón, Zaragoza: Gobierno de Aragón, 2006, p. 111-122. Traducción de Agustín Larrañaga.
- Quimeras estivales y otras prosas volanderas; Zaragoza: Gara d’Edizions, 2010. Traducción de Chusé Aragües.

### Danés
- Træksti [Camí de sirga], København: Munksgaard/Rosinante, 1993. Traducción de Marianne Lautrop.

### Eslovaco
- “Vyhnanstvo bez návratu” [“Exili sense retorn”, fragmento de Camí de sirga], Revue svetovej literatúry, 4 (Brastilava, abril de 1991), p. 42-46. Traducción de Vladimir Oleríny.

### Esloveno
- “Pepel spomina” [“Cendra del calendari”, fragmento de Camí de sirga], Literatura, 21 (Ljubljana, 1993), p. 73-77. Traducción de Jerca Kos.
- Proti toku [Camí de sirga], Ljubljana: Študentska založba, 2004. Traducción de Simona Škrabec.

### Francés
- Les Bateliers de l’Èbre [Camí de sirga], Paris: Éditions du Seuil, 1992. Traducción de Bernard Lesfargues.
- Le testament de l’Èbre [Camí de sirga], Paris: Autrement, 2010. Traducción de Bernard Lesfargues.
- Anthologie de contes [Antologia de contes con “Jocs de caps”, “L’ull esquerre de Tomàs d’Atura”, “Conte del vell tramviaire”, “Riada”, “Traducció del llatí”, “Debat d’urgència”, “Historia de dies senars”, “D’uns vells papers de música”, “Un barril de sabó moll”, “Senyora Mort, carta de Miquel Garrigues”, “Un enigma i set tricornis”, “Amarga reflexió sobre un manat de cebes”, “Amor fatal en decúbit supí”, “Guardeu-vos de somiar genives esdentegades”, “Amb segell d’urgència”, “Cinc cobriments de cor al casal dels Móra”, “Una finestra del carrer de l’Ham”, “L’origen de les espècies”, “Esborrany d’una treva” y “Nigra sum”], Perpiñán: Éditions Trabucaire, 2010. Traducción de Emilienne Rotureau-Gilabert.
- Frémissante mémoire [Estremida memòria], Paris: Gallimard, 2001. Traducción de Mathilde Bensoussan.

### Gallego
- Camiño de sirga, Vigo: Xerais, 1997. Traducción de Xabier Rodríguez Baixeras.

### Hebreo
- L’ull esquerre de Tomàs d’Atura, Tel Aviv: Iton 77 (Literary Monthly), 16 (Tel Aviv, 1995), p. 48-50. Traducción de E. Sariola.

### Húngaro
- “Galaxis Joe hátborzongató vallomása”, [“L’estremida confessió de Joe Galàxia”], Nagyvilág, vol. 30, núm. 4 (Budapest, abril de 1985), p. 534-538. Traducción de Zsuzsanna Tomcsányi.
- “A partvidék réme”, [“La Plaga de la Ribera”], dentro de A gondviselés szeszélye. (Mai katalán elbeszélök) (=Coses de la providència. -Contistes catalans contemporanis-), Budapest: Íbisz, 1998, p. 75-79. Traducción de Zsuzsanna Tomcsányi.
- A folyók városa (=La ciutat dels rius) [Camí de sirga], Budapest: Íbisz, 2005. Traducción de Krisztina Nemes.
- Balkézről jött történetek (=Històries de la mà esquerra), Budapest: L’Harmattan Kiadó – Könyvpont Kiadó, 2012. Traducción de Krisztina Nemes.
- A Folyók városa [Camí de Sirga]; Budapest: Harmattan Kiadó , 2013. Traducción de Krisztina Nemes.

### Italiano
- “Il racconto del veccio tranviere”, “Storia di giorni dispari” i “Riunione d’urgenza” [ “Conte del vell tramviari”, “Història de dies senars” y “Debat d’Urgència”], dentro de Trame di letteratura comparata, anno II, n.º 2 (Cassino, I semestre 2001), Dipartimento di Linguistica e Letterature comparate, p. 51-79. Traducción de Giuseppe Tavani.
- Amore fatale [Antología de contes], Milano: Zero91, 2008. Traducción de Giuseppe Tavani.
- Il testamento dei fiume [Camí de sirga], Narni: Gran Via Edizioni, 2014. Traducción de Simone Bertelegni.

### Japonés
- Camí de sirga, Tokyo: Gendaikikakushitsu Publishers, 1999. Traducción conjunta de Yoshiko Tazawa y Ko Tazawa.

### Neerlandés
- Het jaagpag [Camí de sirga], Ámsterdam: Meulenhoff, 1992. Traducción de Adri Boon.

### Polaco
- “Przed odejściem” [“Preludi de traspàs”], Czas Kultury, 2 (Poznań, 1994), p. 24. Traducción de Barbara Łuczak.
- “Plaga Ribery”, “Słowa z oliwkowego drzewa”, “Futbol nadrzeczny” i “Następcy” [“La Plaga de la Ribera”, “Paraules des d’un oliver”, “Futbol de ribera” y “Els delfins”], Literatura na Świecie, 5-6 (Warszawa, 2003), p. 81-97. Traducción de Marta Cedro i Pau Freixa.
- “Lewe oko Tomasza d’Atura”, “Pilna debata” i “Hektorowi to, co Hektorowe!” [“L’ull esquerre de Tomàs d’Atura”, “Debat d’urgència”, “A l’Hèctor el que és de l’Hèctor”], Czas Kultury, 5-6 (Poznań, 2004), p. 194-215. Traducción de Witold J. Maciejewski.
- Historie z lewej ręki [Històries de la mà esquerra], Poznań: Biblioteka Telgte, 2006. Traducción de Witold J. Maciejewski.

### Portugués
- Caminho de sirga, Lisboa: Dom Quixote, 1992. Traducción de Artur Guerra.

### Rumano
- Rîuri care duc în cer [Camí de sirga], Bucureşti: Editura Univers, 1997. Traducción de Mianda Cioba.

### Ruso
- “Nit d’amor del coix Silveri”, “Riada” y “Un barril de sabó moll”], en Rasskazy Pisatelei Katalonii [cuentos de escritores catalanes], Moscú: Editorial Raduga, 1987, p. 254-267. Traducción de V. Fiodorov.

### Serbio
- Srušeni grad [Camí de sirga], Beograd: Laguna, 2007. Traducción de Igor Marojević.

### Sueco
- Dragarstig [Camí de sirga], Stockholm: Norstedts Förlag, 1996. Traducción conjunta de Sonia Johansson y Kjell A. Johansson.

### Vietnamita
- Duòng kéo thuyên: trên sông Ebro [Camí de sirga], Hà Nôi: Nhà Xuât Bân Van Hoc, 1996. Traducción conjunta de Nguyên Dinh Hièn y Do Si.

## Moncada y Mequinenza

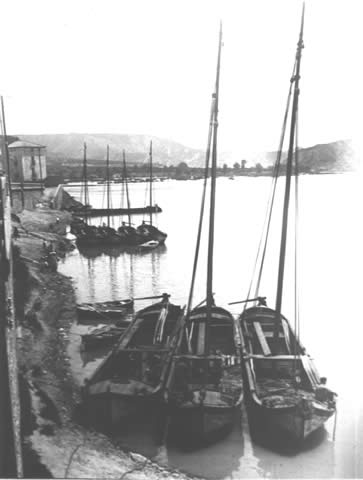
Llauts en el Pueblo Viejo de Mequinenza.

Con la publicación, en los años setenta, de sus primeros escritos y, sobre todo, con la aparición a finales de los años ochenta de la novela Camino de sirga -obra profusamente premiada, con el aval casi unánime de la crítica y con un amplio reconocimiento del público lector tanto de dentro como de fuera del país-, Moncada centró especialmente su interés literario en la villa de Mequinenza y en el río Ebro: la geografía urbana y rural de la villa, el comportamiento y la psicología de sus habitantes, la navegación tradicional por el Ebro, la prosperidad y el declive de las explotaciones mineras de la cuenca de Mequinenza, y los diferentes aspectos sociopolíticos y socioeconómicos ligados a todo este mundo.
Es por ello que la obra de Jesús Moncada tiene un carácter universal que permite ser leída y entendida partes, como demuestran ampliamente la reedición de sus cuentos y novelas y las traducciones a un buen grupo de lenguas. A Moncada, tal como él confesó en más de una ocasión-, le gusta hablar en sus textos de lo que conoce a fondo. Sin duda, el hecho de ver desaparecer bajo las aguas del embalse de Ribarroja una parte de la población de Mequinenza y demoler el resto del pueblo viejo, además de la fascinación que siempre sintió por los ríos, marca de una manera singular y profunda su obra.
Tanto en las novelas más corales como "Camino de sirga" o "Estremecida memoria" o más plurales como "La galería de las estatuas" el ambiente mequinenzano y la vía fluvial del Ebro están muy presentes. Calles, plazas, cafés, salas de baile, tierras de huerta, muelles del Ebro, minas de lignito y mineros, llauts y llauters, burgueses, comerciantes, agricultores ... van conformando este pequeño, denso y delicioso espacio literario a medio camino muchas veces entre el drama y la comedia, y empapado menudo de humor, de ironía, de un punto de sátira, de ternura, de muerte y de rituales funerarios, con un estilo que contempla la oralidad y que rebosa de palabras vivos, ricos, expresivos y muy elaborados, sin rehuir, sin embargo, el léxico y la fraseología propios del catalán occidental de Mequinenza.

## Premios y reconocimientos
Cuando en alguna entrevista le preguntaban por qué no se presentaba a premios literarios, Moncada siempre explicaba que su interés por este tipo de certamen había desaparecido cuando hubo un editor interesado en publicar sus obras. En 1988, "Camino de sirga" consiguió un gran eco tanto por parte del público como de la crítica. A su primera novela, considerada como una de las mejores obras de la literatura catalana contemporánea, le otorgaron el Premio Joan Crexells (1988), el Premio Letras (1988) el la Fundación de Amigos de las Artes y de las Letras de Sabadell, el Premio Nacional de la Crítica (1988), el Premio Crítica Serra d'Or (1989) y el Premio Ciudad de Barcelona (1989). También fue finalista del Premio Nacional de Literatura (1988).
Con "Memoria estremecida" le concedieron por segunda vez el Premio Joan Crexells (1997) y el Premio Crítica Serra d'Or (1998), así como el Premio Humbert Torres. El quehacer literario de Moncada también fue valorado por sus compañeros de oficio, ya que fue el primer escritor distinguido con el Premio Jaume Fuster de los Escritores en Lengua Catalana. El mismo año también vio reconocidos sus méritos tanto en Cataluña como en Aragón, ya que la Generalidad de Cataluña le otorgó la Cruz de San Jordi y la Diputación de Zaragoza, la Medalla de Santa Isabel de Portugal. Finalmente, en 2004, las Cortes Aragonesas le concedieron el Premio de Honor de las Letras Aragonesas, galardón que por primera vez se daba a un autor aragonés que había escrito su obra en lengua catalana.

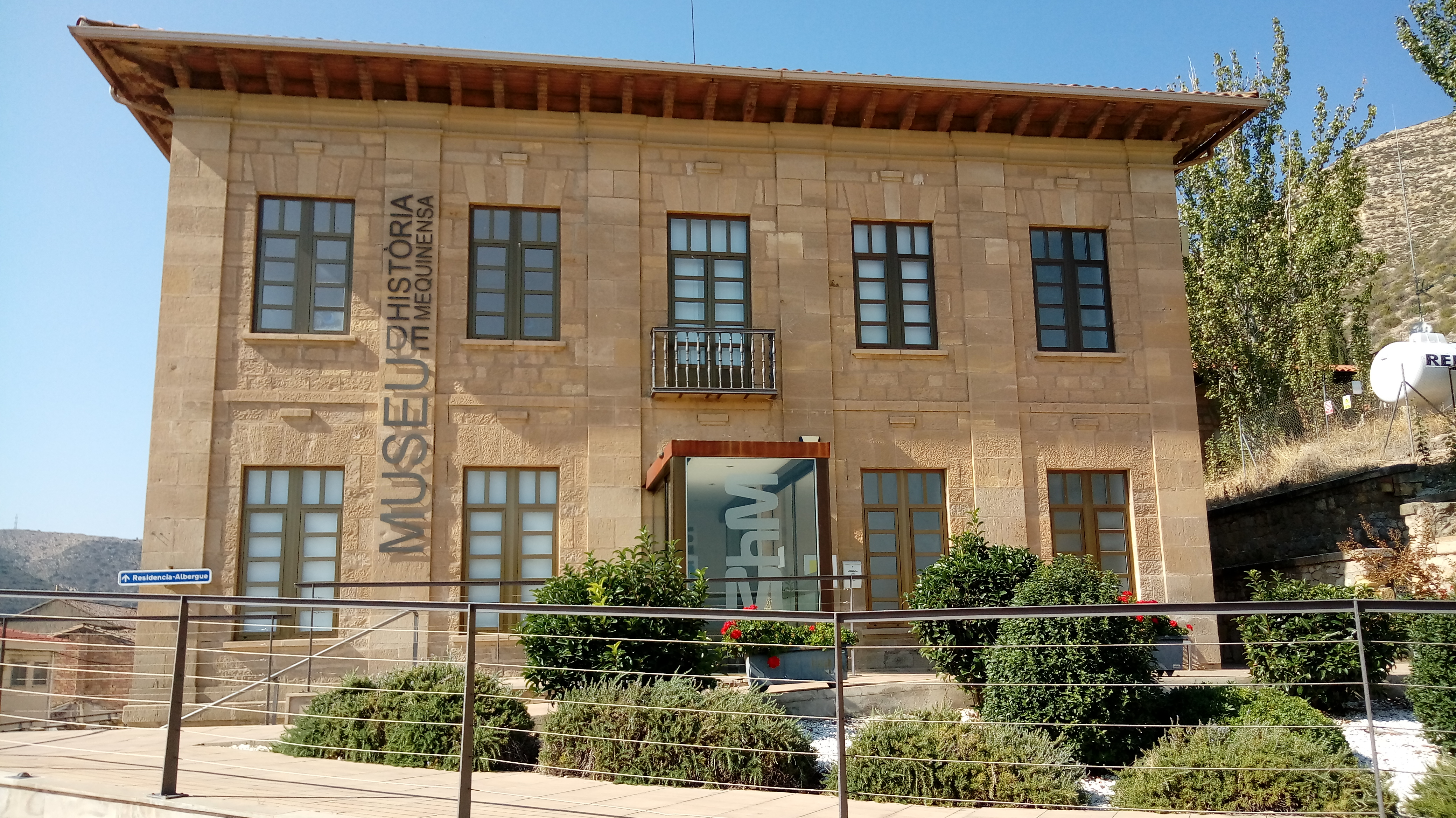
Museo de la Historia de Mequinenza.

Jesús Moncada, nombrado a raíz de su muerte hijo predilecto de Mequinenza, cuenta con un espacio propio dentro de los Museos de Mequinenza. El Espacio Moncada dentro del Museo de la Historia de Mequinenza permite recorrer en profundidad su obra pictórica, literaria y fotográfica.

## Legado
El legado de Jesús Moncada fue cedido por su hermana, Rosa María Moncada, y depositado en la Biblioteca de Humanidades de la Universidad Autónoma de Barcelona con el apoyo de los departamentos de Filología Catalana y de Traducción e Interpretación. Han actuado de mediadores de la donación Montserrat Bacardí y Francesc Foguet, profesores de la UAB, y Héctor Moret, amigo de la familia y estudioso de la obra de Moncada.
El Fondo Jesús Moncada está formado por parte de la documentación personal y profesional del escritor. Consta básicamente de borradores de obras literarias, fotografías, dibujos, correspondencia, documentación profesional y personal, etc. La Biblioteca de Humanidades está trabajando en el tratamiento documental de todo el material que irá siendo consultable una vez clasificado.

## Obras a partir de la obra de Jesús Moncada
El año 2007 se representó por primera vez L'aigua, obra de teatro basada en textos de los tres libros de cuentos y de la recopilación de artículos Cabòries estivals i altres proses volanderes. El director catalán Xicu Masó y el dramaturgo Albert Roig adaptarían en esta pieza teatral los textos cortos de Jesús Moncada ambientados en Mequinenza. El espectáculo, producido por el Centro de Artes Escénicas de Terrasa en coproducción con La Mirada, la Cia y Las Antonietes, se ha ido representando desde entonces por localidades de toda España.
El Grupo de Teatro Garbinada de Mequinenza adaptó sus obras literarias para producir dos obras teatrales, D'un temps, d'un poble y Lo rovell de l'ou. El grupo teatral fue premiado en 2019 con el Premio Desideri Lombarte que otorga el Gobierno de Aragón por «la continuada labor en beneficio del catalán de Aragón, especialmente en lo referido a la dignificación, difusión y exaltación del escritor mequinenzano Jesús Moncada».